# Теребиленко, Николай Борисович
Николай Борисович Теребиленко (1935—2005) — российский учёный, доктор экономических наук, заслуженный деятель науки РФ.
Родился в д. Переволока Речицкого района Гомельской области.
В 1960-е гг. работал в Актюбинской области (Казахстан). В 1967 г. защитил кандидатскую диссертацию на тему «Межхозяйственное землеустройство сельскохозяйственных предприятий в сухостепной и полупустынной зонах Актюбинской области Казахской ССР».
В 1968—1971 директор Ставропольского центра НОТ и производства в сельском хозяйстве. В 1971-1987 научный сотрудник, заведующий отделом экономики, с 1985 зам. директора Всесоюзного НИИ овцеводства и козоводства (Ставрополь).
С 1987 года зам. директора, с 1992 г. директор Калужского научно-исследовательского и
проектно-технологического института агропромышленного комплекса (КНИПТИ АПК).
С 2003 г. на пенсии.
Доктор экономических наук (1985). Диссертация: Проблемы размещения и специализации овцеводства в условиях научно-технического прогресса- Ставрополь, 1985. — 386 с. Профессор.
Заслуженный деятель науки РФ (1995).
Соавтор сорта картофеля Русалка (2002).

## Книги
- Система ведения агропромышленного производства Калужской области [Текст] / Под ред. Н. Б. Теребиленко.- Калуга: КНИПТИ АПК, 2003. — 336 с.
- Теребиленко Н. Б., Кулакова Н. Н. Региональный рынок картофеля: состояние и проблемы эффективного его функционирования. Калуга: Калужский ЦНТИ, 2002. — 32 с.
- НОТ на ферме [Текст] / Н. Б. Теребиленко, В. В. Пилипенко. — Ставрополь : Кн. изд-во, 1973. — 64 с. : черт.; 20 см.
- Интенсификация овцеводства [Текст] / [Н. Б. Теребиленко, А. Н. Теньшов, В. А. Филоненко, Е. Г. Шугай] ; Под ред. Н. Б. Теребиленко. — Москва : Россельхозиздат, 1983. — 161 с. ; 20 см. — 8000 экз.
- Технологии производства и использования сельскохозяйственной продукции в Юго-Западной части Центрального Нечерноземья России : (методическое руководство) / Н. Б. Теребиленко, В. А. Филоненко, А. А. Акулов и др.; ред. Н. Б. Теребиленко ; Россельхозакадемия. Калуж. науч.-исслед. и проект.-технол. ин-т АПК. — Калуга : [б. и.], 2000. — 46 с. : ил.